# Уношковичи
Уношковичи — деревня в Батецком муниципальном районе Новгородской области России, относится к Батецкому сельскому поселению.
Деревня расположена на реке Удрайка, к западу от посёлка Батецкий. В Уношковичах есть мост через Удрайку, а на левом берегу остановочный пункт «29 км» на линии Октябрьской железной дороги Луга — Батецкая — Новгород-на-Волхове. В деревню есть автодорога от автотрассы Р47, расположенной в 3 км севернее. Неподалёку от Уношковичей, на Удрайке, расположены ещё две деревни: Холохно — ниже по течению реки и Мроткино — выше по течению, близ посёлка Батецкий.

## История
Упоминается в писцовых книгах Водской пятины Новгородской земли 1500 года, как населённый пункт Дмитриевского Городенского погоста — Унѣжковичи Большие. В 1539 году упоминается как Ушковичи, затем Унешковичи (1582, 1612, 1646, 1709 годах), со второй половины XVIII века — Уношковичи, в XIX веке также было упоминание этой деревни как Уношковицы.
В Батецком районе деревня до муниципальной реформы была подчинена Городенскому сельсовету, затем Городенской сельской администрации, а после реформы, до марта 2009 года, входила в Городенское сельское поселение.